# Royal Yacht Squadron
Royal Yacht Squadron – brytyjski klub żeglarski założony w 1815 r. w Londynie. Jest najstarszym w Wielkiej Brytanii i jednym z najstarszych klubów jachtowych na świecie. Jego siedzibą jest fort obronny Cowes Castle na wyspie Wight. Patronem klubu była Królowa Elżbieta II, zaś admirałem był Książę Filip, który pełnił również funkcję komandora.  Jachty należące do klubu otrzymują skrót RYS przed nazwą.

## Historia
Klub został założony w Londynie 1 czerwca 1815 roku przez 42 miłośników żeglarstwa jako The Yacht Club. Członkami klubu mogły zostać osoby, które posiadały jacht powyżej 10 ton wyporności. W 1820 roku nazwa klubu została zmieniona na Royal Yacht Club, zaś w 1833 otrzymał on istniejącą do dziś nazwę. Klubowe jachty mają prawo do noszenia bandery marynarki wojennej Royal Navy, a nie bandery  marynarki handlowej jak większość innych jednostek pływających zarejestrowanych w Wielkiej Brytanii. Do 2013 roku członkami klubu mogli być wyłącznie mężczyźni.
Klub jest znany z organizowania międzynarodowych regat, z których najważniejsze to Regaty Cowes Week (od 1826 r.) oraz Regaty o Puchar Ameryki (od 1851 r.)